# 강승모
강승모(1961년 9월 19일 ~)는 대한민국의 가수이다. 1983년 1집 앨범 《강승모》로 가요계에 데뷔했다. 대표곡은 《눈물의 재회》, 《무정부르스》, 《내 눈물 속의 그대》등이 있으며 소속사는 퍼플K이다.

## 학력
- 배문고등학교 졸업

## 앨범
- 1집 《강승모》(1983년)
- 《강승모 베스트 I, II》
- 《바지랑대 위에 보라색 모자》(1988년)
- 《Violet & Purple》(1992년)
- 9집 《Return To Innocence》(2007년)

## 기타
- 2011년 19살 어린 아내와 결혼했다.[1] 강승모보다 불과 2살 위인 장모는 원래 강승모의 팬이었다.[2]